# Finska nacionalna knjižnica
Finska nacionalna knjižnica (fin. Kansalliskirjasto; šved. Nationalbiblioteket) nacionalna je knjižnica Republike Finske te najvažnija istraživačka knjižnica u zemlji. Knjižnica je dio Sveučilišta u Helsinkiju te je do 1. kolovoza 2006. godine bila poznata kao Helsinška nacionalna knjižnica.
Zadužena je čuvati finsku kulturnu baštinu, a prema tamošnjem je zakonu Nacionalna knjižnica pravna knjižnica koja prima kopije svih tiskanih materijala kao i audiovizualnih materijala osim filmova. Izuzeti su jednino filmovi koji su snimljeni u Finskoj ili su namijenjeni za daljnju distribuciju u zemlji. Dio tog materijala knjižnica pohranjuje kod sebe, a drugi dio je namijenjen u drugih pet finskih sveučilišnih knjižnica. Također, Nacionalna knjižnica ima i zadaću prikupljanja i čuvanja materijala objavljenih na Internetu.
Nasuprot zgrade knjižnice nalazi se katedrala sv. Nikole, poznata kao Helsinška katedrala, a obje su izgrađene u isto vrijeme.
Svaka osoba koja živi u Finskoj može se registrirati kao korisnik Nacionalne knjižnice i posuditi knjižničnu građu. Međutim, materijali koje je objavila sama knjižnica mogu biti posuđeni samo unutar same knjižnice.
Ukupni knjižni fond iznosi tri milijuna jedinica knjiga i tri milijuna drugih publikacija, čime je jedna od najobuhvatnijih svjetskih zbirki knjiga tiskanih u Ruskom Carstvu.

## Povijest
Na području današnje nacionalne knjižnice nalazila se gimnazija koja je 1640. godine prenamijenjena u knjižnicu kojoj je proslijeđen sav knjižni fond gimnazije. Finska je 1809. godine postala dijelom Ruskog Carstva čime je stekla mogućnost nabave knjiga i drugih publikacija objavljenih u Rusiji. Arhitekt Carl Ludvig Engel dizajnirao je 1832. godine zgradu novog Sveučilišta u Helsinkiju u sklopu kojeg je 1845. godine otvorena nacionalna knjižnica.
U razdoblju od 1879. do 1881. godine izvršena je renovacija zgrade pod nadzorom arhitekta Fransa Sjöströma. Osvjetljenje zgrade je postignuto 1893. godine čime je radno vrijeme produženo a otvorena je i nova velika čitaonica.
Do 1917. godine odnosno nakon stjecanja finske neovisnosti, fond knjižnice narastao je na 300.000 jedinica. U razdoblju od 1977. do 1985. godine provodila se renovacija zgrade knjižnice pod budnim okom arhitekta Olofa Hanssona dok se Rotunda renovirala od 1998. do 2000. godine.
Ulaskom u novo tisućljeće otvoren je novi podzemni kat spremišta knjiga dok su 2005. godine vlasnička prava nad zgradom knjižnice prenesena iz države na ime helsinškog sveučilišta. Sljedeće godine je zbog izmjene tamošnjeg Zakona o Sveučilištima promijenjeno ime knjižnice iz Helsinška nacionalna knjižnica u Finska nacionalna knjižnica.

## Zgrada
Zgrada knjižnice jedna je od najznačajnijih znamenitosti carske arhitekture iz ranog 19. stoljeća. Polazna točka samog dizajna bila je protupožarna sigurnost. Zbog toga je kao lokacija odabrano mjesto koje je udaljeno od glavne zgrade helsinškog sveučilišta. U arhitekturi fasade i veličanstvenom interijeru, C.L. Engel je na originalan način kombinirao motive klasicizma i reference drevnog doba. Ruski car Nikola I. odabrao je najmonumentalnije od tri Engelova ponuđena rješenja.
Vanjska i unutarnja arhitektura temelje se na korintskom sustavu stupova. Velike dvorane u knjižnici su međusobno povezane dok ulaz izravno vodi u samu jezgru zgrade. Također, brojne čitaonice su povezane sa sjevernom i južnom dvoranom te dvoranom koja je smještena ispod kupole. Stupovi u dvoranama obloženi su mramorom, a dekorativne slike lukova dovršene su 1881. godine. Uzmemo li u cjelini, tri velike dvorane Finske nacionalne knjižnice jedni su od najboljih entiteta finske arhitekture.
Godine 1904. u sjevernoj dvorani postavljena je simbolička slika Zlatno doba Magnusa Enckella.
Rotunda je naziv za spremište knjiga čija izgradnja je započela 1902. godine, a koja se sastoji od šest etaža iznad tla. Radijalno su postavljene police gdje svaka ima kapacitet od 200.000 jedinica a sve konstrukcije su dizajnirane da budu vatrootporne koristeći čelične okvire i armirani beton. Arhitekt Gustaf Nyström je odlično prilagodio izgled Rotunde sa starim dijelom knjižnice. Vanjski zidovi ukrašeni su skulpturama koje je izradio kipar Walter Runeberg. Sveukupno, arhitektonski detalji predstavljaju stil ranog 20. stoljeća.

## Vanjske poveznice
- (fin.), (engl.), (šved.) Službena stranica